# 乞力马扎罗咖啡
乞力马扎罗咖啡是吉力馬札羅山種植的咖啡，以阿拉比卡種的咖啡聞名世界，其風味與肯亞種的相似，在海拔1600米以上的種植區域，屬於高海拔咖啡。
其風味獨特，有著葡萄酒般的香醇及花果香氣，味道微酸。
此种咖啡产于坦桑尼亚东北部的非洲最高山脉乞力马扎罗山。其咖啡品质优良，香气浓郁，酸味突出，适宜于调配综合咖啡。乞力马扎罗咖啡是坦桑尼亚经济的重要命脉，大概17%的外汇是由咖啡所创造，主要生产地集中在东北Arusha附近的MountKilimanjaro周围，就是乞力马扎罗火山，常年积雪的非洲最高峰。而乞力马扎罗咖啡，为坦桑尼亚AA咖啡豆最顶尖代表之一，经由火山灰孕育，大自然成就的豆种，咖啡中带者独特的可可亚果香，有强烈的甘醇度。

## 品质
这种的咖啡豆具有不同凡响的品质，生产于临近乞力马扎罗山的莫希区，高度三千英尺至六千英尺的山岳地带是最适合栽培咖啡的地区，肥沃的火山灰赐予了这里的咖啡浓厚的质感和柔和的酸度。它所散发出细腻的芬芳，并且含有葡萄酒和水果的香气，令人品尝过后回味无穷。喝过乞力马扎罗咖啡，总会感觉到嘴角边有一种柔软香醇的泥土味，咖啡美食家常用“野生”或“野性”之类的词形容它，可以说纯正的乞力马扎罗咖啡是“最具非洲特色的咖啡”。乞力马扎罗AA是最高等级的豆子，其颗粒饱满，风味纯正，浓郁爽口，各方面的品质均为上等。通常它的酸性要比肯亚咖啡温和，并且均匀地刺激舌头后部中间和两侧的味蕾，感觉有点像蕃茄或汽水的酸味。经中度或中度以上的烘焙后有着浓厚的香气，再研成细粉，加开水泡上一壶，呼朋唤友围坐品尝，顿觉芳香四溢，口舌生津。坦桑尼亚著名的咖啡品牌有Africafe、Tanica Cafe、Kilimanjaro等，其品质比我们常喝的雀巢咖啡要好得多。坦桑尼亚的咖啡很早就深得欧洲人的喜爱，跻身于名品的行列中。欧洲人赋予坦桑尼亚咖啡“咖啡绅士”的别名，咖啡鉴赏家更是将它与“咖啡之王”蓝山、“咖啡贵夫人”的摩卡并称为“咖啡三剑客”。
1. ↑  . . The Chinese University Press. 2013-11-14: 20–23.